# Künter Rothberg
Künter Rothberg (13 de marzo de 1984) es un deportista estonio que compitió en judo. Ganó una medalla de bronce en el Campeonato Europeo de Judo de 2006, en la categoría de –66 kg.

## Palmarés internacional
| Campeonato Europeo | Campeonato Europeo  | Campeonato Europeo | Campeonato Europeo |
| Año                | Lugar               | Medalla            | Categoría          |
| ------------------ | ------------------- | ------------------ | ------------------ |
| 2006               | Tampere (Finlandia) | Medalla de bronce  | –66 kg             |